# Alte Maße und Gewichte (Altes Ägypten)
Ein Großteil des altägyptischen Maßsystems basiert auf demjenigen Mesopotamiens und hatte starken Einfluss auf das griechische System. Die alten Ägypter begründeten ihre Maße auf der königlichen Elle Meh, für die der König (Pharao) einen Prototyp aus Granit bereitstellte. Mit diesem Standard war Präzision bis in den Bereich eines Sechzehntels, das Djeba (etwa 1 mm), möglich. Außerdem basierten die Volumenmaße auf den Längenmaßen. Zwar ist die Länge der königlichen Elle sehr genau bekannt, aber von den Einheiten für die Landvermessung ist weit weniger Genaues bekannt, speziell da später auch die griechischen stadion und skhoinos benutzt wurden.

## Allgemeine Geometrie

### Längen
| Bezeichnung (Umschrift)      | Übersetzung                                                                    | Herkunft    | Finger | Meter      | Erklärung |
| ---------------------------- | ------------------------------------------------------------------------------ | ----------- | ------ | ---------- | --- |
| Djeba                        | Finger                                                                         | 1/4 Schesep | 1      | 00.000,019 | |
| Schesep (henet)              | Handbreite                                                                     | 4 Djeba     | 4      | 00.000,075 | |
| Amem                         | Faust                                                                          | 1,5 Schesep | 6      | 00.000,112 | |
| Schesepui                    | Zwei Handbreiten                                                               | 2 Schesep   | 8      | 00.000,150 | |
| Pedj-scherer                 | Kleine Spanne                                                                  | 3 Schesep   | 12     | 00.000,225 | |
| Pedj-aa                      | Große Spanne                                                                   | 3,5 Schesep | 14     | 00.000,263 | |
| Djeser                       | Vier Handbreiten                                                               | 4 Schesep   | 16     | 00.000,299 | |
| Remen                        | Fünf Handbreiten, Oberarm                                                      | 5 Schesep   | 20     | 00.000,374 | |
| Meh-scherer                  | Kleine Elle                                                                    | 6 Schesep   | 24     | 00.000,449 | |
| Meh (meh-nesut)              | Elle (alte Königselle)                                                         | 7 Schesep   | 28     | 00.000,524 | |
| Nebi (naubia)                |                                                                                |             | ~35    | 00.000,65  | |
| Chet (chet-en-nuh, schenoch) |                                                                                | 100 Meh     |        | 00.052,4   | |
| Iteru (schoinos)             | königliches Fluss- (Länge = eine ägyptische Meile) und Sonnenstundenmaß (Zeit) | 20.000 Meh  |        | 10.500     | entspricht im Längenmaß Beru und Danna; „schoinos“, „parasang“ und „ater“ wurden fast gleichbedeutend für das Längenmaß „iteru“ benutzt. Herodot schreibt, dass die ägyptische Meile zwei persische „parasang“, das heißt 20.000 Meh (meh-nesut), misst. |

#### Herleitungen
Die Einführung des Faktors 7 erfolgte möglicherweise wegen der Näherung √2 ≈ 7/5 ≈ 10/7. Die Geometrie war im alten Ägypten bereits hochentwickelt, so konnten die Ägypter zwar die Quadratwurzel aus Zwei nicht berechnen, aber zeichnen. Da sie feststellten, dass „5 · √2 ≈ 7“, teilten sie die Elle in 28 Teile. Die altägyptischen Geometriker teilten die Nippur-Elle in 28 statt 30 Finger, da sie ohnehin nicht das Sexagesimalsystem benutzten.
| Bezeichnung (Umschrift)                                                                | Umrechnung                | Erklärung |
| -------------------------------------------------------------------------------------- | ------------------------- | --------- |
| mit einem angenommenen Wert der mesopotamischen 30-Finger-Elle von Nippur von 518,6 mm |                           |           |
| ägyptischer Remen (Pygon)                                                              | = 20/28 Nippur-Elle       | = 37,0 cm |
| alte ägyptische Königselle (Meh)                                                       | = 20√2/28 Nippur-Elle     | ≈ 52,4 cm |
| ägyptische Königselle                                                                  | = 20√2/28 alte Königselle | = 52,9 cm |

#### Ableitungen
- Mit dem ägyptischen Finger wurde der spätere römische digitus (Finger, römisches Zoll) begründet, wobei dieser jedoch mit statistisch rekonstruierten 18,522 mm geringfügig (ca. 1 %) abwich.
- Der ägyptische Bau-Remen des dritten vorchristlichen Jahrtausends heißt auf Griechisch pygon.
- Jahrhunderte später benutzten sie einen Bau-Remen von 20 Fingern der alten königlichen Elle.
- Der Fuß der neuen Königselle (jap. Shaku) und der römische Fuß (pes) haben ein Verhältnis von genau 100 zu 98.
- Das megalithische Yard (≈ 83 cm) ist ziemlich genau 1,6 Nippur-Ellen.
- Die theoretische Länge eines römischen Gerstenkorns ist genau 8,252 mm.

### Flächen
| Bezeichnung (Umschrift) | Umrechnung                                                 |
| ----------------------- | ---------------------------------------------------------- |
| Cha-ta (charo, chara)   | 10 Setjat (angeblich noch heute in Gebrauch) = 2,75 Hektar |
| Arure (Setjat)          | 10.000 Quadratellen = 0,275 Hektar                         |
| Cha                     | 1.000 Quadratellen = 0,0275 Hektar                         |
| Ta (meh-ta)             | 100 Quadratellen = 0,00275 Hektar                          |
| Remen                   | ½ Ta = 50 Quadratellen = 0,0013775 Hektar                  |
| Heseb                   | ½ Remen                                                    |
| Sa                      | ½ Heseb                                                    |

### Volumen
| Bezeichnung (Umschrift) | Umrechnung                 | Erklärung                                |
| ----------------------- | -------------------------- | ---------------------------------------- |
| Henu (hin)              | 1/10 Heqat oder 32 Ro / Ra | = 0,475 Liter                            |
| Heqat                   | 10 Henu                    | = 4,75 Liter                             |
| Ipet (oipe)             | 4 Heqat                    | = 19 Liter, seit Neuem Reich             |
| Iar                     | 20 Heqat                   | = 95,5 Liter                             |
| Ra, Ro                  | 1/32 Henu                  |                                          |
| Secha                   |                            | für Bier                                 |
| Des                     |                            | ~ 0,5 Liter, für Bier                    |
| Hebenet                 |                            | für Wein                                 |
| Pega                    | 1/4 Henu                   | ~ 0,12 Liter, Honigmaß, seit Neuem Reich |

### Gewicht und Währung
| Bezeichnung (Umschrift) | Umrechnung                                                                             |
| ----------------------- | -------------------------------------------------------------------------------------- |
| Deben (Gold-Deben)      | 13,6 g im Alten- und Mittleren Reich; 91 g im Neuen Reich; entspricht 12 Schati        |
| Kupfer-Deben            | 27,3 g, = 6 Schati                                                                     |
| Silber-Deben            | 27,3 g, = 6 Schati (12 Schati im Neuen Reich)                                          |
| Blei-Deben              | 54,6 g, = 3 Schati                                                                     |
| Qedety                  | 1/10 Deben                                                                             |
| Schati (Wertmaß)        | 1/12 Gold-Deben = 1/6 Silber-Deben = 1/3 Blei-Deben (1/12 Silber-Deben im Neuen Reich) |

### Neigung
| Bezeichnung (Umschrift) | Übersetzung         | Umrechnung | Erklärung |
| ----------------------- | ------------------- | --- | --------- |
| Seked (sqd)             | Einheit der Neigung | vertikal : horizontal = 1 Königselle : x; dabei ist x eine Länge die historisch in Schesep (Handbreit) bestimmt wird, z. B. x = 7 Schesep → 7 Seked = 45°, x = 5 Schesep → 5 Seked = 54,46°, x = 5½ Schesep → 5½ Seked = 51,84°. |           |

Die Verwendung der langen Schnur (12 Königsellen oder Meh) der Harpedonapten ermöglicht (bei Aufspannung der kurzen Kathete als Basis) eine unmittelbare Umrechnung von Schesep in Seked. Dabei sind dann 4 Schesep ein Seked. Es kann auch bis auf Fingerbreite (Djeba) unterteilt werden.

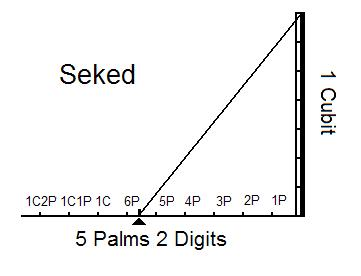
Erläuterung des Seked, englische Bezeichnungen: Cubit (Königselle), Palm (Handbreite), Digit (Fingerbreite)